# Group 1850
Group 1850 war eine niederländische Psychedelic-Band. Sie wurde 1964 in Den Haag gegründet und von etwa 1970 bis in die Mitte der 1970er Jahre von Keyboarder Peter Sjardin in Amsterdam fortgeführt.

## Geschichte
Die Band hieß ursprünglich „Klits“, änderte aber ihren Namen vor Erscheinen ihrer ersten Single, Look Around, 1966 in „Groep 1850“. Die Debütsingle hatte zwar nur eine geringe Auflage, machte die Gruppe aber dennoch so weit bekannt, dass sie einen Plattenvertrag bei Philips erhielt, wo in den kommenden beiden Jahren jeweils zwei Singles erschienen. Gleich die erste bei Philips erschienene Single, Mother No Head von 1967, stieg in die niederländischen Charts ein, blieb aber auch der einzige Charterfolg. Ende 1968 erschien schließlich das Debütalbum Agemo's Trip to Mother Earth, bei dem der Bandname inzwischen zum international verständlicheren „Group 1850“ geändert worden war. Da der internationale Durchbruch ausblieb, kündigte Philips jedoch den Plattenvertrag. Das zweite Album, Paradise Now, erschien 1969 beim Label Discofoon.
1969 schloss sich Keyboarder Peter Sjardin in Amsterdam der Band Burning Sun an, aus der in der Folgezeit eine neue Inkarnation von Group 1850 hervorging. Unter Federführung von Sjardin wurde die Gruppe noch einige Jahre fortgeführt. 1974 spielte man das Album Polyandri ein, in den Folgejahren erschienen zwei Live-Alben mit alten und neuen Konzertaufnahmen. Sjardin veröffentlichte außerdem unter den Projektnamen Sjardin’s Terrible Surprise und Orange Upstairs weitere Musik im Stil von Group 1850.

## Diskografie (Auswahl)

### Alben
- 1968: Agemo’s Trip to Mother Earth
- 1969: Paradise Now
- 1974: Polyandri
- 1975: Live
- 1976: Live on Tour

### Singles
- 1966: Look Around / Misty Night (Yep 1013)
- 1967: I Know (La Pensee) / I Want More (Philips JF 333835)
- 1967: Mother No Head / Ever Ever Green (Philips JF 333901)
- 1968: Zero / Frozen Mind (Philips JF 333973)
- 1969: We Love Life / Little Fly (Philips JF 334646)
- 1970: Don’t Let It Be / Sun Is Coming (Action 2102004)
- 1970: Sun Is Coming / We Change from Day to Day (Intertone)
- 1971: Fire / Have You Ever Heard? (Polydor 2050111)